# Скіту-Голешть (комуна)
Скіту-Голешть, Скіту-Голешті (рум. Schitu Golești) — комуна у повіті Арджеш в Румунії. До складу комуни входять такі села (дані про населення за 2002 рік):
- Бурнешть (10 осіб)
- Валя-Пекій (628 осіб)
- Костиці (157 осіб)
- Лезерешть (2185 осіб)
- Лотурі (334 особи)
- Скіту-Голешть (1672 особи)

Комуна розташована на відстані 119 км на північний захід від Бухареста, 37 км на північ від Пітешть, 134 км на північний схід від Крайови, 70 км на південний захід від Брашова.

## Населення
За даними перепису населення 2002 року у комуні проживали 4986 осіб.
Національний склад населення комуни:
| Національність | Кількість осіб | Відсоток |
| -------------- | -------------- | -------- |
| румуни         | 4820           | 96,7%    |
| цигани         | 162            | 3,2%     |
| угорці         | 2              | < 0,1%   |
| німці          | 1              | < 0,1%   |
| турки          | 1              | < 0,1%   |

Рідною мовою назвали:
| Мова      | Кількість осіб | Відсоток |
| --------- | -------------- | -------- |
| румунська | 4982           | 99,9%    |
| угорська  | 1              | < 0,1%   |
| циганська | 1              | < 0,1%   |
| російська | 1              | < 0,1%   |
| турецька  | 1              | < 0,1%   |

Склад населення комуни за віросповіданням:
| Релігія        | Кількість осіб | Відсоток |
| -------------- | -------------- | -------- |
| православні    | 4648           | 93,2%    |
| лютерани       | 138            | 2,8%     |
| п'ятдесятники  | 95             | 1,9%     |
| бретрени       | 81             | 1,6%     |
| баптисти       | 7              | 0,1%     |
| адвентисти     | 4              | 0,1%     |
| римо-католики  | 3              | 0,1%     |
| реформати      | 2              | < 0,1%   |
| греко-католики | 1              | < 0,1%   |
| мусульмани     | 1              | < 0,1%   |
| не релігійні   | 1              | < 0,1%   |